# Marghera
Marghera (cunoscută ca și Venezia Marghera) reprezintă o fracțiune a celebrului oraș Veneția din Italia. Ea include zona industrială cunoscută ca Porto Marghera sau Venezia Porto Marghera și numără circa 30.000 de locuitori.

## Istorie
Marghera a apărut în anul 1920, atunci când o parte a localității Mestre a fost destinată construirii unui port comercial și industrial, ca și un spațiu rezidențial pentru lucrătorii din regiune.